# Plachy-Buyon
Plachy-Buyon település Franciaországban, Somme megyében. Lakosainak száma 863 fő (2022. január 1.). Plachy-Buyon Bacouel-sur-Selle, Hébécourt, Nampty, Prouzel, Saint-Sauflieu és Vers-sur-Selle községekkel határos.

## Népesség
A település népességének változása:
| Lakosok száma | 893  | 906  | 921  | 878  | 854  | 829  | 816  | 846  | 863  |
|               | 2013 | 2015 | 2016 | 2017 | 2018 | 2019 | 2020 | 2021 | 2022 |